# Giờ ở Các Tiểu vương quốc Ả Rập Thống nhất

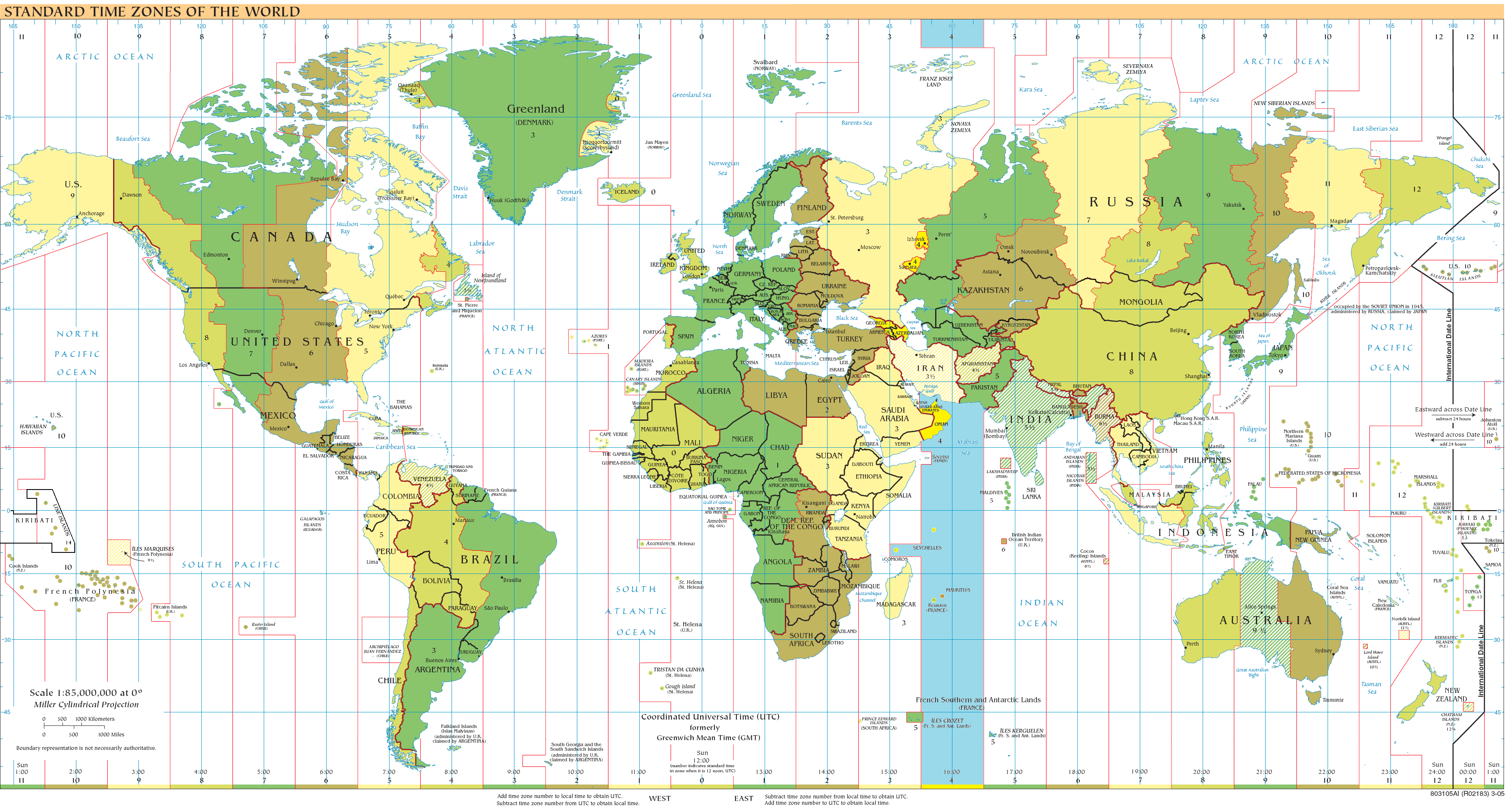
Múi giờ UTC+04 (xanh)

Giờ ở Các Tiểu vương quốc Ả Rập Thống nhất hoặc Giờ chuẩn UAE là múi giờ cho Các Tiểu vương quốc Ả Rập Thống nhất. Đó là 4 giờ trước GMT/UTC (UTC+04:00) và thẳng hàng với Oman.

## Cơ sở dữ liệu múi giờ IANA
Cơ sở dữ liệu múi giờ IANA chỉ chứa khu vực UAE trong dữ liệu múi giờ, đặt tên là Châu Á/Dubai.